# الزيدان
الزيدان هي قرية عراقية ريفية زراعية تقع غرب بغداد وجنوب شرق مدينة الفلوجة، تقع حاليا ضمن الحدود الإدارية لناحية بوابة السلام في محافطة بغداد.
كانت تعد معقلا لكتائب ثورة العشرين التي نشطت في حرب قوات الاحتلال الأمريكي خلال حرب العراق.